# 复兴岛
复兴岛（英語：:201），位于上海市杨浦区定海路街道东部，黄浦江下游西侧:137，下距吴淞口6公里。东、南、北三面临黄浦江，西面临复兴岛运河。南起定海路桥，北近虬江口，呈月牙形:255，岛长3.42公里:255，平均宽度427米:255，中部最宽处550米，最大高度5.5米，面积1.133平方公里:255。原名周家嘴島，因附近有周家嘴自然村而得名:255，民国36年（1947年）年7月4日:256，为纪念抗战胜利而更名复兴岛:255。目前岛上沿共青路两侧分布着一些中央部属、市属企业、部队单位:256，定海路轮渡站周围和海安路桥堍有少量居民，设有复兴岛居委会，属杨浦区定海路街道:49、255。

## 形成历史

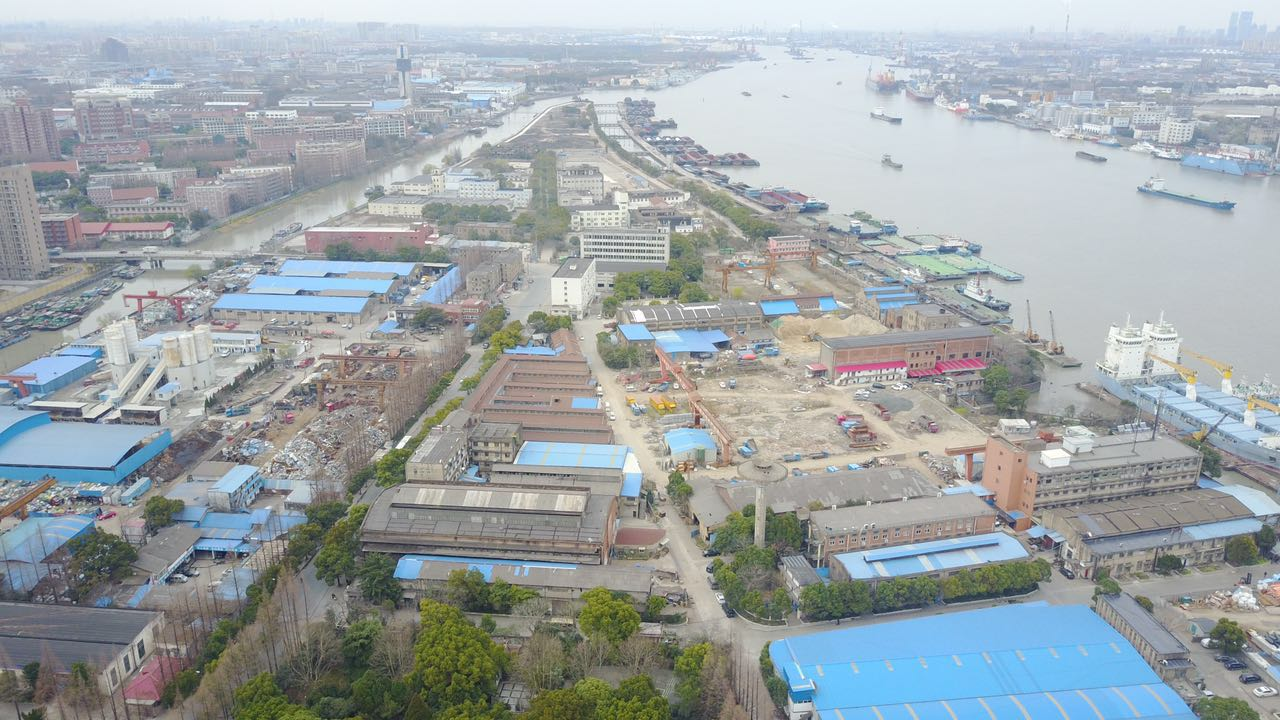
复兴岛北部鸟瞰

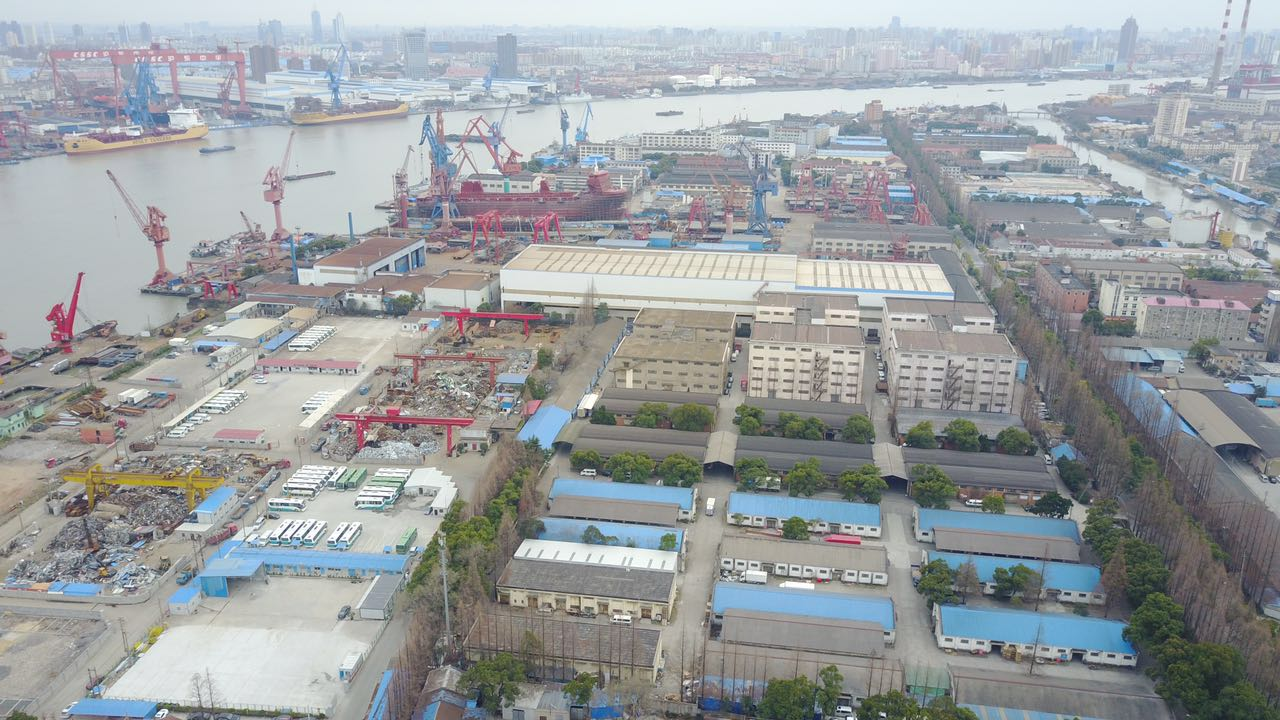
复兴岛南部鸟瞰

黄浦江陈家嘴与周家嘴之间江面宽1300米，黄浦江水道在此由东折北，由于潮汐作用及江水流向的变化，泥沙在周家嘴逐渐沉积，形成一块范围宽广的浅滩。浅滩右岸为主航道，水深6.4米；浅滩左岸为浅航道，可行小船。清道光二十三年（1843年）11月17日，上海开埠，海轮兴起，船舶吃水逐渐加深，此处浅滩给海轮进出和航道通畅带来不便，成为阻碍上海港口与航运发展的障碍，外商多次要求清政府疏浚黄浦江，均被清政府拒绝。光绪二十七年（1901年）9月7日，《辛丑条约》签订，根据其第11款及第17号附件规定，于光绪三十一年（1905年）12月26日成立开浚黄浦工程管理总局，翌年6月17日，聘用荷兰人特萊克为开浚黄浦工程管理总局总营造司。特萊克制定了浚浦线（英語：:200），疏浚黄浦江航道，并整治周家嘴浅滩，在浅滩右侧疏浚了宽700尺（合213.3米），深21尺（合6.41米）的航道。宣统二年（1910年），清政府撤销开浚黄浦工程管理总局，另设临时机构善后养工局。
民国元年（1912年），民国政府撤销善后养工局，成立开浚黄浦河道局（简称浚浦局），同时与列强签订《竣浦局暂行章程》，决定将周家嘴浅滩填筑为人工岛。民国2年（1913年）4月30日，开始吹填周家嘴岛的前期工程，沿周家嘴浅滩东侧抛块石筑成弧形大堤以束窄航道，民国5年（1916年）成堤后，围堤内泥沙沉积，浅滩逐渐淤高。
民国13年（1924年）12月，周家嘴岛吹填工程正式开工，由“海象号”吹泥船进行吹填，自南向北，分阶段实施。先在浅滩南段三角形的区域抛卸沉排块石围筑土堤，同时吹填泥土，高至吴淞零点上5.5米:255，吹填面积0.11平方公里:255，吹灌泥量103万立方米，至民国15年（1926年）7月，南段填成陆地:255。浅滩中段及北段采用一边抛筑柴排、筑高石埂，一边吹填的方法进行吹灌成陆。民国17年（1928年）3月至民国19年（1930年）10月，浅滩中段吹灌泥量220万立方米，吹填成陆面积0.3平方公里。民国19年（1930年）10月至民国23年（1934年）底，浅滩北段吹灌泥量395万立方米，围堰面积0.51平方公里。民国22年（1933年）至民国23年（1934年）又在北部扩展围地，吹灌泥量110万立方米，围成陆地0.12平方公里:255-256。历时十年:256，共吹灌泥量828万立方米:256，填筑成周家嘴岛，标高吴淞零点上5.30米以上:256。

## 开发利用

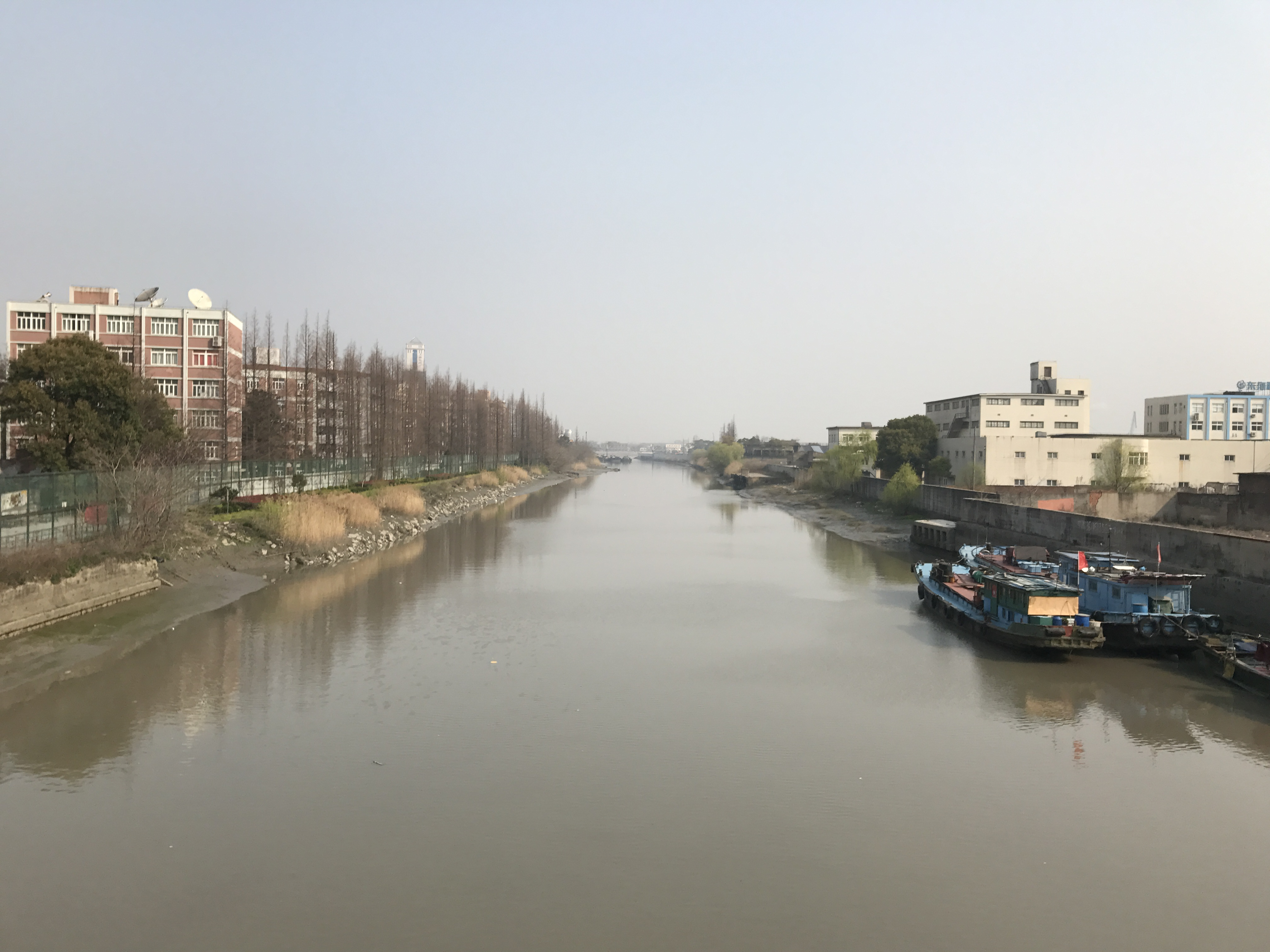
复兴岛运河，从海安路桥北望

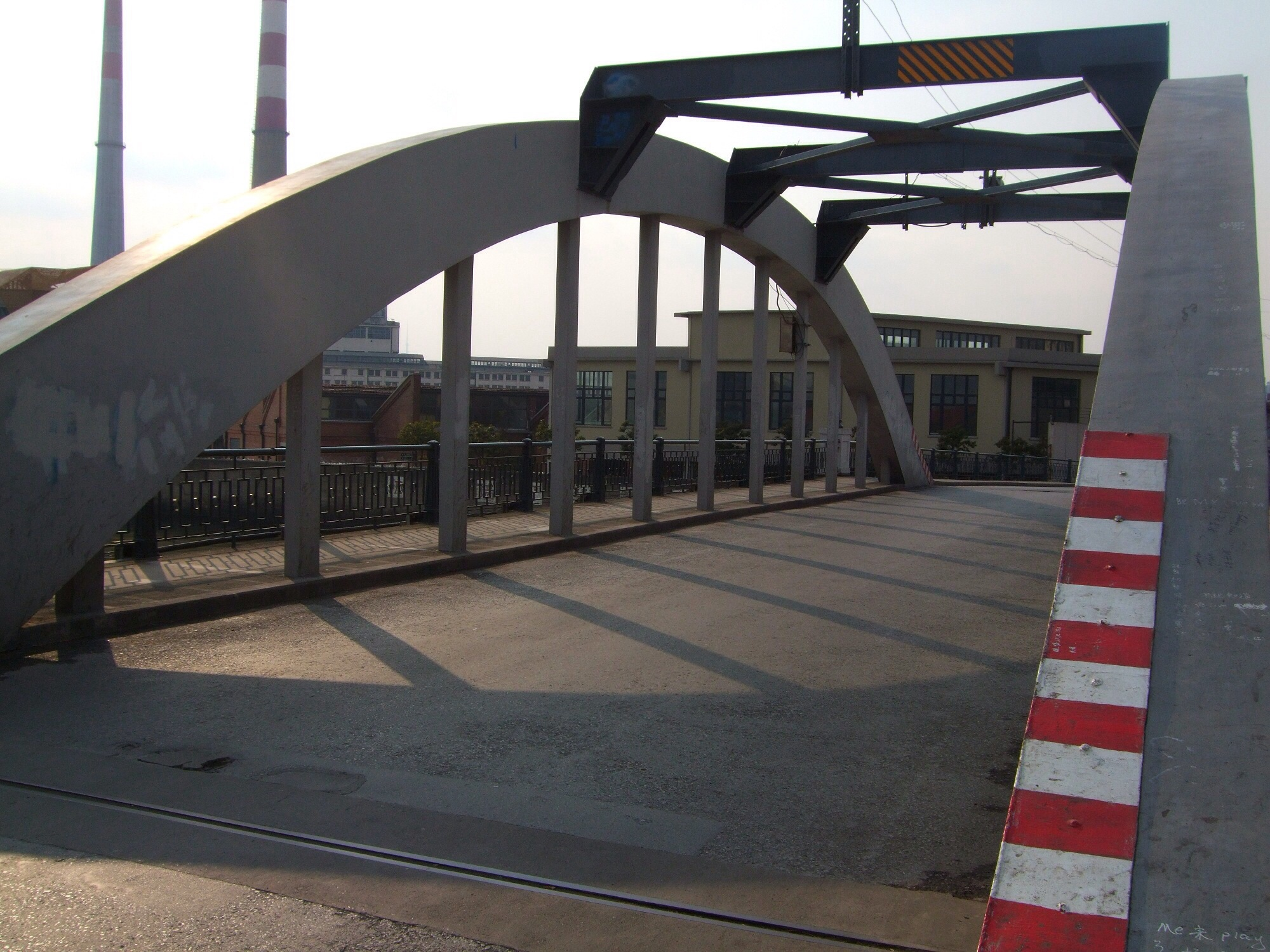
定海路桥

民国14年（1925年）初，浚浦局开始了对周家嘴浅滩左岸浅航道的导治工程，在南端沉柴排、筑堤坝，在北端用挖泥船浚深船槽，至民国16年（1927年）告竣:253，长3620米，宽91米，水深吴淞零点下1.83米，供航道两岸装卸货物及停泊小型船只使用:253。
民国16年（1927年）1月:256，浚浦局以白银40万两向民国政府买下周家嘴这块官有滩地:256。同年6月:256，为了沟通岛与陆地的联系，浚浦局拨银7万两在周家嘴岛南端兴建定海路桥，同年12月定海路桥建成:255，主孔为下承式钢筋混凝土系杆拱桥，跨径30.48米，桥长93.75米，车行道宽6.25米，两侧人行道各宽2米。

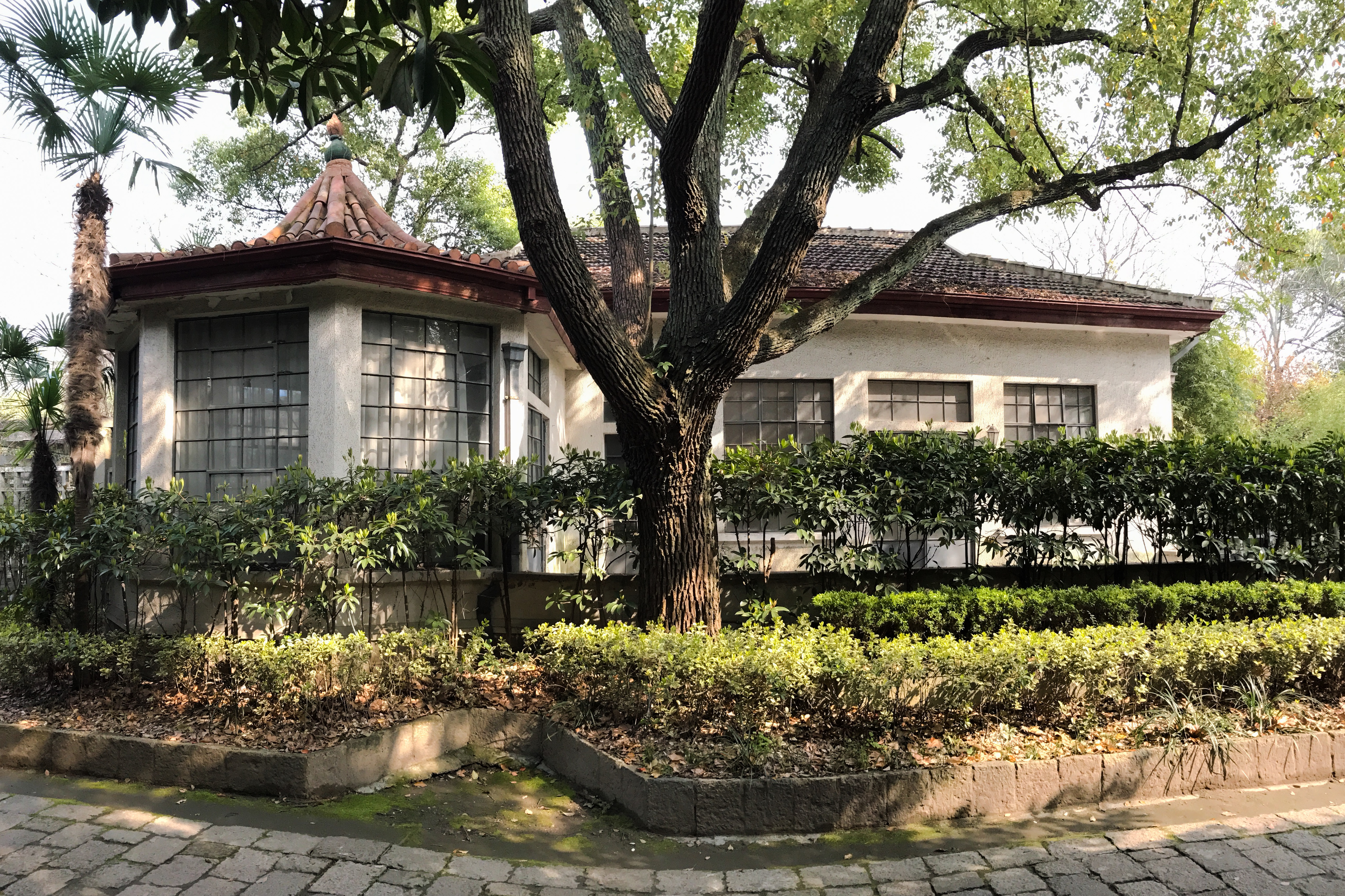
浚浦局职员俱乐部旧址

民国20年（1930年），周家嘴岛中段吹泥完成以后，浚浦局在今复兴岛公园的地基上建上海浚浦局体育会，面积4.05万平方米，并在体育会北侧，建造了一座单层、砖木结构的主建筑，作为浚浦局外籍职员休闲度假之所。

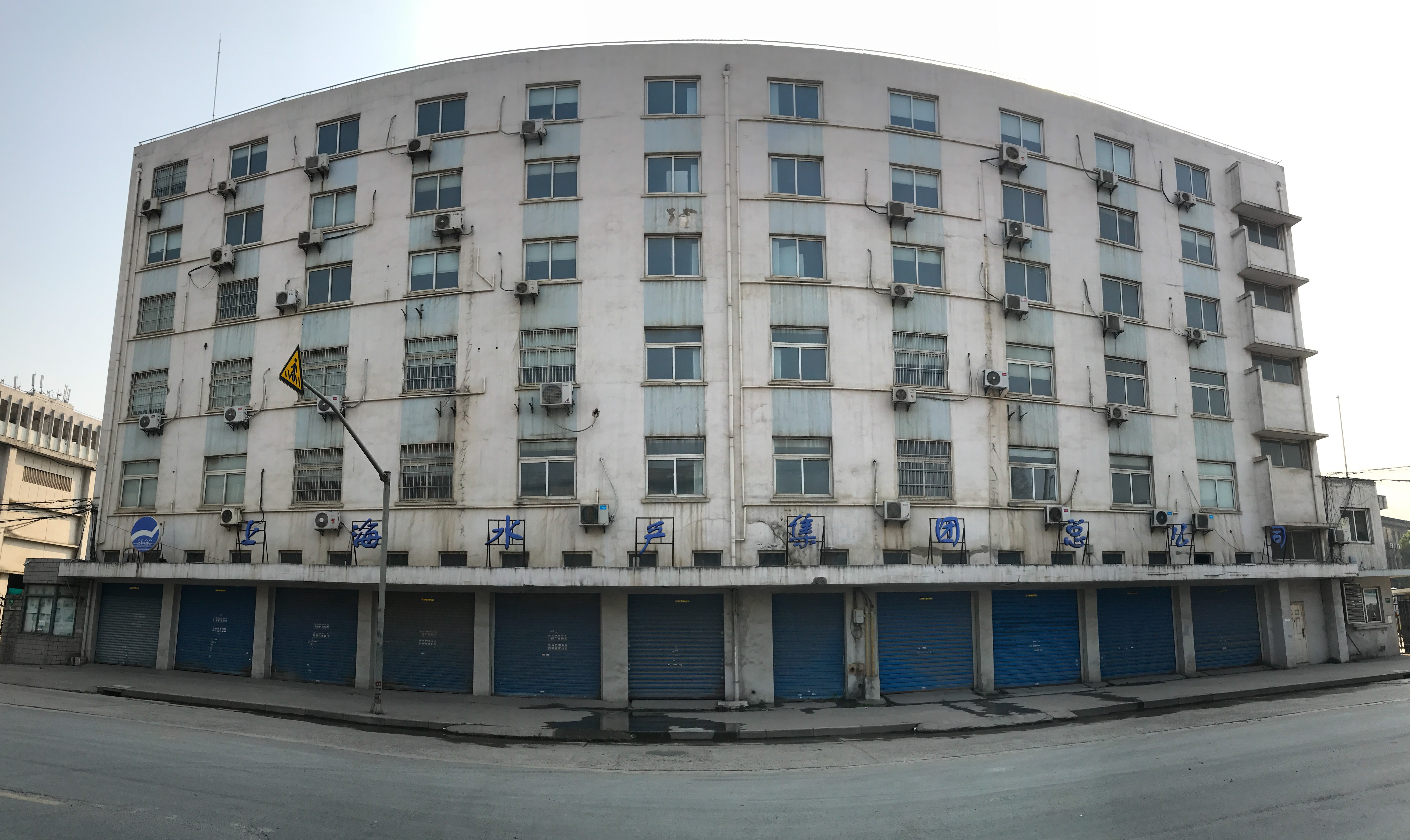
原上海鱼市场现已成为上海水产集团

民国26年（1937年），浚浦局在岛上兴筑了浚浦东路、浚浦西路（今共青路）及若干条横向支路（安浦路、平浦路）:256。浚浦局在周家嘴岛南段设立并建造了土木建筑工场、原料仓库及一些商储仓库，办理导堤、驳岸、浮筒、厂房的营造修理、仓储等事项:256，作为浚浦局导治黄浦江的基地:256。全岛土地除浚浦局自用外，还出租给工矿企事业单位13.33万平方米，出租给私人搭建房屋6.66万平方米:256。如民国20年（1931年）迁建的由实业家杨俊生开办的大中华造船机器厂、民国24年（1935年）11月15日竣工，翌年5月12日正式营业的由国民政府实业部建设的上海鱼市场。
民国26年（1937年）淞沪会战爆发后，日军占领周家嘴岛，因定海路而改名定海岛:255。将全岛划为军事禁区，强行赶走岛上的职工和居民，并在定海路桥上布下铁丝网，不许外人进入:256。同时将上海浚浦局体育会改造成日本式庭园
:266，供其游息享乐。同年8月，强占中华造船机器厂股份有限公司，改为替日军整修枪炮铁甲车的军械修理工厂。同年9月15日，解散上海鱼市场。民国28年（1939年）至民国30年（1941年），定海岛一度改称昭和岛。

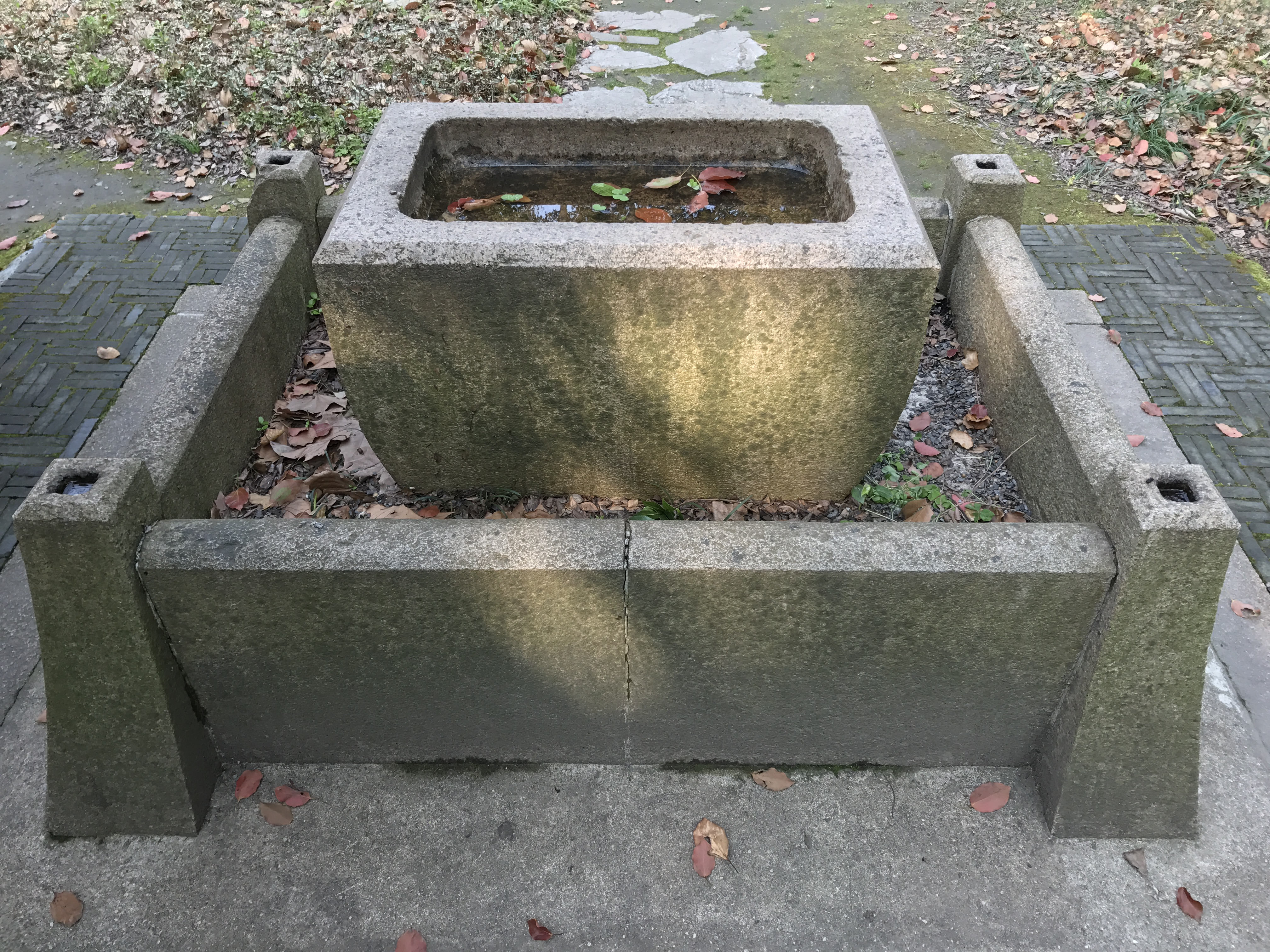
“复兴岛收回纪念碑”基座

民国34年（1945年）抗战胜利后，岛由国民党海军司令部接管:256，民国36年（1947年）年7月4日:256，移交还浚浦局:256，同日改名为复兴岛。同时在原上海浚浦局体育会花园中，竖立一块“复兴岛收回纪念碑”，后于文革中被毁，仅存基座:266。
民国38年（1949年）4月27日:98，蒋中正乘海军太康舰抵达复兴岛，以原上海浚浦局体育会之主建筑作为行邸:98，因外墙通体白色，而得名“白庐”。翌日起，先后接见桂永清、徐永昌、林蔚、顾祝同、汤恩伯、丁治盘、罗泽闿、郭忏、陈大庆、毛人凤、马纪壮、王克俊、吴仲直、阙和骞等人:98，部署上海防务。后又召见上海市政府代市长陈良:98，询问物资转运台湾情况。由于蒋认为复兴岛离市区太远，对于前来谒见请示的人员多有不便:98，且须提振上海守军士气，于同年5月2日:98，迁驻金神父路（今瑞金二路）励志社（今瑞金宾馆）:98，但不久因内外形势吃紧，为安全起见，蒋又搬回“白庐”居住，5月7日，蒋中正乘招商局江静轮离开复兴岛去往舟山群岛:98。

## 现状

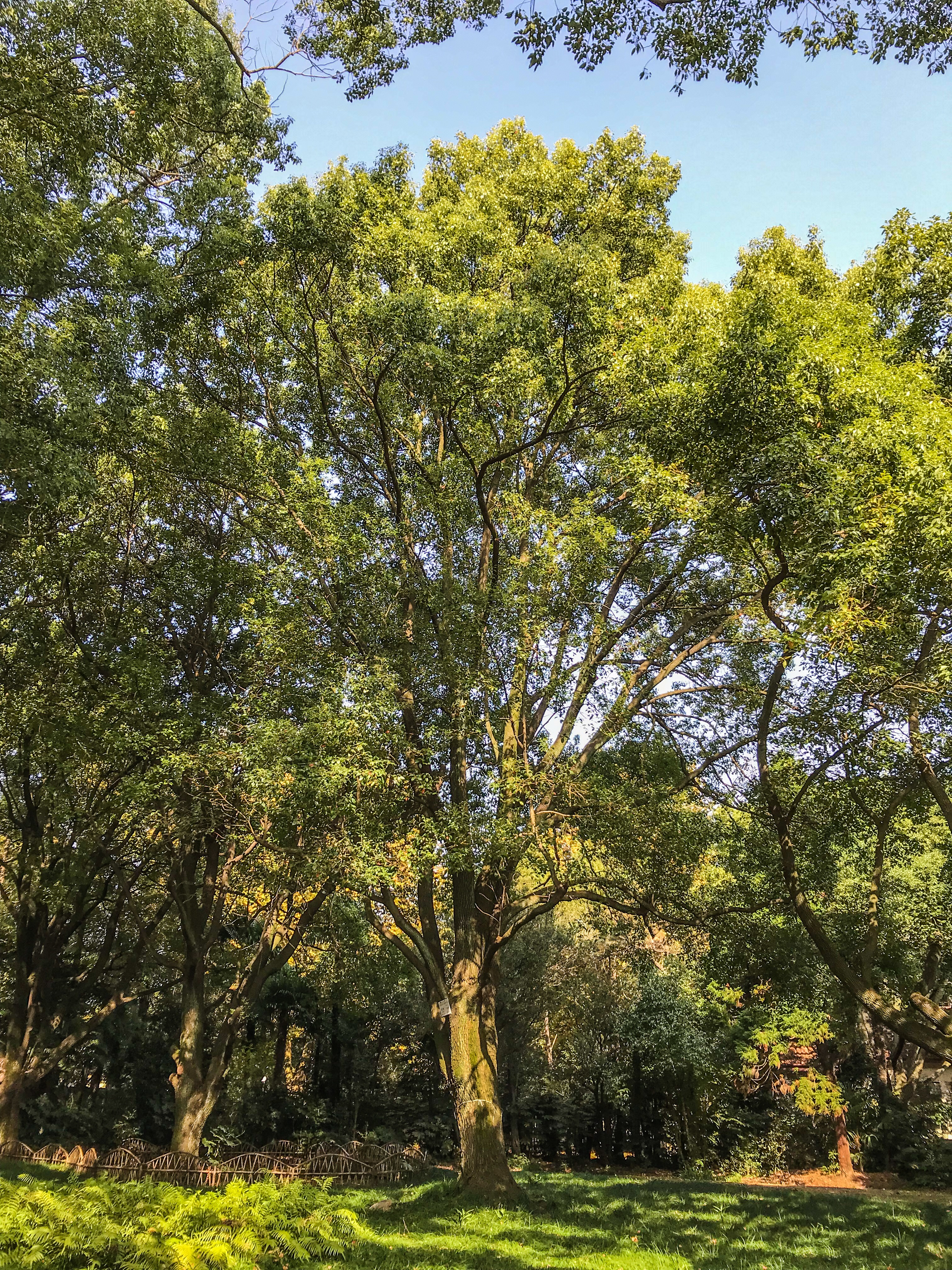
编号1803香樟，树高15米，冠幅20米，2018年列入上海市古树名木二级保护

中华人民共和国成立后，复兴岛成为燃料、木材、石油和商储仓库的集中地以及造船、渔业等工厂企业的重要基地:256，原浚浦西路更名为西浦路，原浚浦东路更名为东浦路，原上海浚浦局体育会花园由上海区港务局接管。1951年1月，上海区港务局向上海市人民政府建议改作公园，经上海市人民政府批准，同年2月，移交给上海市人民政府工务局园场管理处，稍事修葺后，辟为复兴岛公园，于当年5月28日对外开放。
1958年，共青团杨浦区委组织共青团员义务劳动，将西浦路铺为沥青路面，并由中共杨浦区委建议改名为共青路:198。东浦路则因被沿路单位占用而湮灭:13。
1962年8月1日，七号台风侵袭上海，又逢暴雨、大潮，导致特大潮灾，复兴岛运河沿线的防洪墙倒塌650米。1963年1月15日，上海市城市建设局颁布《黄浦江、苏州河两岸防汛构筑物的统一高程规定》，要求按标准对防洪墙进行加固、加高。1965年8月20日，复兴岛环岛岸线7.20公里的防洪墙竣工。
随着经济发展，通往复兴岛的车辆仅依靠通行吨位为10吨的定海路桥，已不能满足交通运输需要，于是上海市城市建设局决定拆除复兴岛北的人行木桥，并在此处架设新桥。1975年9月，由上海市市政工程设计研究所设计室设计的新桥开工，并由上海市市政工程公司施工。该桥上部结构采用装配式后张法预应力混凝土Ｔ梁，下部结构，基桩采用打入式钢筋混凝土方桩，桥台为低桩承台，桥墩为高桩承台。1976年9月新桥竣工，以海安路命名为海安路桥:238，又名内江桥:238、复兴岛桥。桥长109.20米:238，宽13.50米，中孔跨径37米。东接共青路，西连海安路:238，成为连接复兴岛北部与陆地的重要通道。
1987年，因共青路年久失修影响车辆行驶，又将其改建为沥青混凝土路面。2009年6月，对复兴岛公园进行了全面改建，改建后的复兴岛公园成为了一座极具日式风格的公园:45-48。
2022年10月疫情抬头期间，上海市政府曾决定在复兴岛兴建大规模的隔离方舱，但之后不久防疫政策即放开，最终不了了之。
2024年12月13日，市委书记陈吉宁宣布计划将复兴岛打造为“上海量子城市时空创新基地”。
2025年8月8日—10日，小红书在复兴岛举办“RED LAND”开放世界冒险岛活动。活动期间，岛上8万平方米空间會佈置游戏、二次元动漫场景，復興島也成為全球首座二次元“痛岛”（次元主题岛）。

## 公共交通
公交60路、577路、上海轨道交通12号线复兴岛站、金定线轮渡定海桥轮渡站

## 不可移动文物
复兴岛共有6处不可移动文物被列入上海市第三次全国文物普查不可移动文物名录。其中，“浚浦局职员俱乐部旧址”、“定海路桥”在2011年11月2日被杨浦区人民政府公布为第二批杨浦区登记不可移动文物，“浚浦局职员俱乐部旧址”于2015年8月17日以“白庐（原上海浚浦局职员俱乐部）”的名称被上海市人民政府公布为上海市第五批优秀历史建筑。2016年7月26日，“大中华造船机器厂旧址”、“上海水产公司渔船修理所旧址”、“定海路桥”、“周家嘴岛”、“复兴岛运河”被杨浦区人民政府公布为第一批杨浦区文物保护点。
| 编号               | 名称                       | 时代           | 地址                   |
| ------------------ | -------------------------- | -------------- | ---------------------- |
| 310110805190000028 | 大中华造船机器厂旧址       | 民国           | 共青路130号            |
| 310110805190000107 | 定海路桥                   | 民国           | 连接定海路、共青路     |
| 310110805200000029 | 上海水产公司渔船修理所旧址 | 中华人民共和国 | 共青路430号            |
| 310110945190000086 | 浚浦局职员俱乐部旧址       | 民国           | 共青路386号            |
| 310110945190000122 | 复兴岛运河                 | 民国           | 南起定海路、北迄虬江口 |
| 310110946181910121 | 周家嘴岛                   | 清、民国       | 黄浦江下游与长江汇合前 |

## 古树名木
2018年12月3日，复兴岛公园中的一颗100年树龄的香樟被上海市绿化和市容管理局列入了上海市古树名木名录。
| 编号 | 树名 | 估计树龄 | 所在地点   |
| ---- | ---- | -------- | ---------- |
| 1803 | 香樟 | 100      | 复兴岛公园 |

## 驻军机构
国民政府时期，复兴岛上的驻军机构有海军总司令部驻沪办事处与警卫营营部、海军第一练兵营、国军汤恩伯部等。
中华人民共和国时期，复兴岛上的驻军机构有舟山警备区上海幹休所、中国人民解放军4805工厂复兴岛分厂、中国人民解放军73807部队招待所、91287装备部水雷检修所、94797部队、东海舰队复兴岛仓库和海军科研基地等。1994年，复兴岛被上海市拥军优属拥政爱民领导小组命名为“双拥岛”:137。

## 事故
1959年1月17日，上海市水产供销公司为保证春节期间市场供应，派出13名营业员搭乘该公司“供运2号”轮去宁波装运带鱼，行驶至复兴岛附近江面时，被从后面驶来的上海海运局“中兴6号”轮撞沉，船上的6名船员和12名营业员遇难，7名船员和1名营业员1人脱险。同年10月4日，沪渔289轮停靠复兴岛渔业公司码头，由于当班值班船员的疏忽大意，鱼舱抽水阀和引水的海底阀都没有关，致使江水倒灌入船舱，船体倾斜而沉没。
1965年7月9日，解放军8333部队副排长秦兴德在复兴岛军事训练中牺牲。